# تقانة الغذاء
تقانة الغذاء (بالإنجليزية: Food technology)‏ يقصد به تطبيق علم الأغذية في كل ما يتعلق بالمادة الغذائية في رحلتها من المزرعة حتى المائدة بالأضافة إلى أستنباط أنواع جديدة من الأغذية المصنعة.
وهو العلم الذي يتولى دراسة وضمان الجودة الميكروبيولوجية والفيزيائية والكيميائية للأغذية؛ المنتجات الغذائية في جميع مراحل التصنيع وهي: العملية، التعبئة والشحن، وكذلك خلال "سياسات التغذية والتغذية". تكنولوجيا الأغذية تتولى تطوير منتجات جديدة باستخدام المواد الخام التقليدية وغير التقليدية. إنها علم مختلف عن علم التغذية.
تكنولوجيا الأغذية هي فرع من فروع علوم الأغذية التي تهتم بإنتاج الأغذية، حفظها، مراقبة جودتها، بحثها وتطويرها. كانت الأبحاث العلمية المبكرة في تكنولوجيا الغذاء موجهة نحو حفظ الأغذية. كان تطوير نيكولا أبرت لعملية التعليب في عام 1810 حدثًا حاسمًا. أبرت، لم يكن يعرف أن العملية التي اكتشفها هي عملية تعليب وأنها تعمل وفق مبدأ معين. ومع ذلك، كان لهذا الاكتشاف تأثير كبير على تقنيات حفظ الطعام.
أجرى لويس باستور أبحاثًا حول فساد النبيذ وقدم تفسيرًا حول كيفية منع الفساد في عام 1864. ومع ذلك، كانت هذه محاولة مبكرة لتطبيق هذه المعرفة العلمية على معالجة الغذاء. بستوري، بالإضافة إلى أبحاثه حول فساد النبيذ، بحث أيضًا في مواضيع مثل إنتاج الكحول، الخل، النبيذ والبيرة، وتخمير الحليب. لتدمير فساد الأغذية والجراثيم المسببة للأمراض، طور عملية البسترة التي تتضمن تسخين الحليب ومنتجات الألبان. باستور، في أبحاثه حول تكنولوجيا الغذاء، كان رائدًا في علم البكتيريا والطب الوقائي الحديث.

## التطورات
تطورات تكنولوجيا الغذاء قدمت مساهمات كبيرة لقطاع الغذاء وغيرت عالمنا. بعض هذه التطورات :

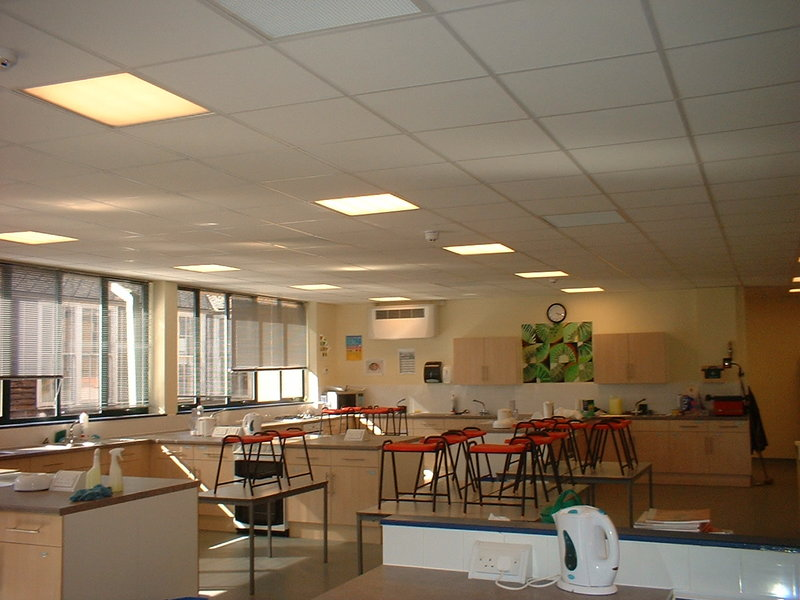
غرفة تكنولوجيا الغذاء

●مسحوق الحليب - مسحوق الحليب قد شكل أساس إعادة ترطيب العديد من المنتجات الجديدة. تعمل هذه العملية على إعادة ترطيب مسحوق الحليب المجفف بالرش جزئيًا (نتيجة إزالة الماء، مما يؤدي إلى استعادة الماء الطبيعي) مما يزيد من مساحة سطح المنتج البودري.
●التجفيف بالتجميد - من المحتمل أن يكون التطبيق الأول للتجفيف بالتجميد في صناعة الأدوية. ومع ذلك، فإن التطبيق الصناعي الناجح على نطاق واسع للعملية قد تم تطويره من خلال تجميد وتجفيف القهوة بشكل مستمر.
●المعالجة عند درجات حرارة عالية لفترات قصيرة - تتميز هذه العمليات غالبًا بالتسخين والتبريد السريع. يتم بعد ذلك تعبئة المنتج الذي تم الاحتفاظ به لفترة قصيرة عند درجة حرارة مرتفعة نسبيًا في حاويات معقمة بشكل معقم.
القهوة المجففة بالتجميد هي نوع من القهوة الجاهزة.
●إزالة الكافيين من القهوة والشاي - تم تطوير القهوة والشاي منزوعة الكافيين تجارياً لأول مرة في أوروبا حوالي عام 1900. تم وصف هذه العملية في براءة الاختراع الأمريكية رقم 897,763. تُعالج حبوب البن الأخضر لإزالة الكافيين من الحبوب باستخدام الماء والحرارة والمذيبات.
●تحسين العمليات (الابتكار) - تكنولوجيا الغذاء تضمن الآن أن يكون إنتاج الغذاء أكثر كفاءة. التقنيات التي توفر في استهلاك الزيت أصبحت متاحة الآن بطرق مختلفة. طرق الإنتاج والمنهجية (علم الطرق) أصبحت أيضًا أكثر تعقيدًا بشكل متزايد.
● التعبئة المعقمة: التعبئة المعقمة هي عملية تعبئة منتج معقم تجاريًا في حاوية معقمة وإغلاق الحاويات بشكل محكم لمنع التسرب. وبذلك، ينتج عن ذلك منتجًا مقاومًا للرف في ظروف البيئة.